# Фёрлонг, Эдвард
Э́двард Уо́лтер Фёрлонг (англ. Edward Walter Furlong; род. 2 августа 1977, Глендейл Калифорния, США) — американский актёр и певец, наиболее известный по ролям Джона Коннора в фильме «Терминатор 2: Судный день» и Дэнни Виньярда в драме «Американская история Икс».

## Биография
Родился у Элеоноры Торрес (урождённая Тафоя) — работницы молодёжного центра. Со стороны матери имеет мексиканские корни, со стороны отца (которого никогда не видел) — русские корни. Считает себя наполовину русским. У Эдварда есть младший единоутробный брат Роберт Торрес от брака его матери с Мойзесом Торресом — они развелись, когда Эдвард снимался в «Терминаторе». До 16 лет Эдвард был под опекой сестры Элеоноры Нэнси и их сводного брата Шона, которые на заре кинокарьеры Эдварда были какое-то время его менеджерами. После успеха сына Элеонора захотела вернуть себе опеку над ним, но он отстоял право на самостоятельность в суде. Имеет проблемы с алкоголем и наркотиками. Занимается музыкой, в 1992 году дебютная песня «Hold On Tight» даже превзошла знаменитый хит Уитни Хьюстон «I Will Always Love You», став номером 1 в японских чартах. Записал одноимённый альбом («Hold on Tight»).
Увлекается съёмкой домашних фильмов. Является активным членом общества защиты животных и ярым противником натуральных мехов.

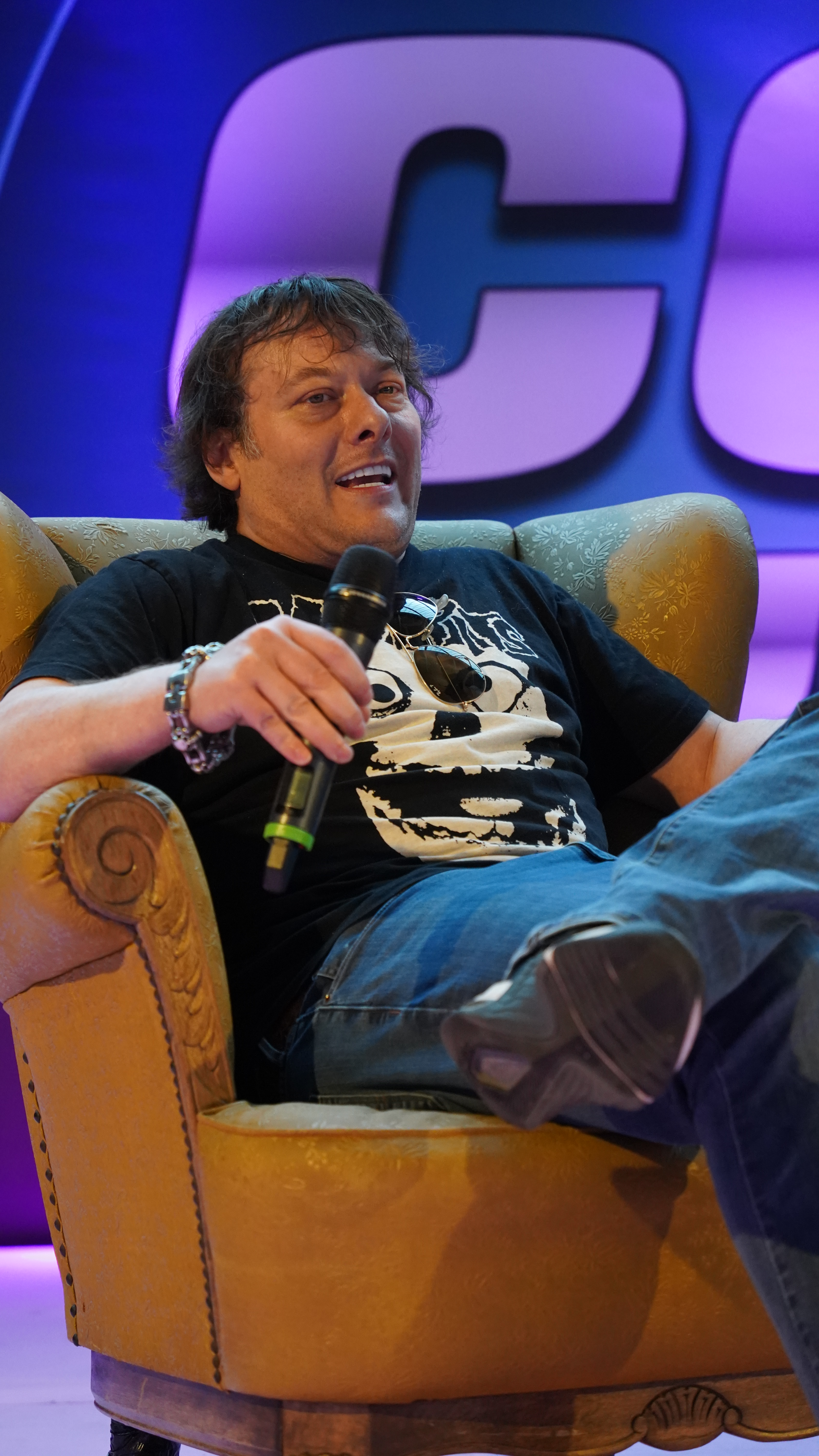
Ферлонг на Brussels ComicCon в 2024 году

## Карьера
В 13 лет выиграл конкурс на роль Джона Коннора в «Терминаторе 2». За свою дебютную работу Фёрлонг получил премию «Сатурн» и кинонаграду MTV в номинации «главное открытие года». За этим последовал ряд менее громких, но хорошо воспринятых критикой фильмов, в которых Фёрлонг играл с такими актёрами, как Джефф Бриджес, Мерил Стрип, Лиам Нисон, Тим Рот, Кэти Бейтс и Ванесса Редгрейв. За роль пятнадцатилетнего сына главного персонажа в фильме «Американское сердце» (1992) Фёрлонг был номинирован на премию «Независимый дух» как лучший актёр второго плана. В 1998 г. он сыграл в паре с Эдвардом Нортоном в нашумевшем фильме «Американская история Икс».
В дальнейшем карьера Фёрлонга пошла под откос из-за проблем с алкоголем, наркотиками и законом (его задерживали за вождение без водительских прав и появление в пьяном виде в общественных местах). Как утверждается, именно из-за этого его не взяли на роль повзрослевшего Джона Коннора в «Терминаторе 3» (по другим данным, он запросил слишком большой гонорар). В последнее время Фёрлонг преимущественно снимается в малобюджетных картинах и небольших ролях.
В 2019 году персонаж Джона Коннора вновь появился в новом фильме «Терминатор: Тёмные судьбы»; роль юного Джона сыграл актёр Джуд Колли, внешне он выглядит так же, как в фильме «Терминатор 2: Судный день», благодаря тому, что внешность Эдварда Фёрлонга была воссоздана при помощи компьютерных технологий. Для этого сам Эдвард Фёрлонг записал за один день анимацию лица Джона через технологию захвата движения, ориентируясь на уже готовые кадры с участием Джуда. Впоследствии Фёрлонг признался, что был разочарован тем, как в фильме поступили с персонажем Джона Коннора (он был убит в прологе), а также тем, что от него потребовался всего один день работы.
Фильм получил смешанные отзывы критиков и провалился в прокате.

## Личная жизнь
Некоторое время он жил со своей бывшей наставницей — Джеки Домек, несмотря на разделявшую их разницу в возрасте в 12 лет (ради Эдварда она даже развелась со своим мужем). Однако после того, как Джеки стала его менеджером, их взаимоотношения испортились, и они судились из-за доходов Фёрлонга.
19 апреля 2006 года женился на актрисе Рэйчел Белле (известной по фильму «Звонок»). 21 сентября 2006 года у них родился сын Итан Пэйдж. 8 июля 2009 года пара подала на развод. В ноябре 2012 года Белла предоставила суду документы, из которых следовало, что Итан имел положительный результат анализа крови на кокаин, после чего суд постановил, что все встречи Фёрлонга с сыном должны проходить под особым контролем. Впоследствии бывшие супруги смогли восстановить дружеские отношения, и Рэйчел отозвала запретный ордер .

## Фильмография
| Год       |     | Русское название                                              | Оригинальное название       | Роль                                    |
| --------- | --- | ------------------------------------------------------------- | --------------------------- | --------------------------------------- |
| 1991      | ф   | Терминатор 2: Судный день                                     | Terminator 2: Judgment Day  | Джон Коннор / John Connor               |
| 1991      | тф  | Субботним вечером в прямом эфире                              | Saturday Night Live         | Джон Коннор / John Connor               |
| 1992      | ф   | Кладбище домашних животных 2                                  | Pet Sematary Two            | Джефф Мэтьюс / Jeff Matthews            |
| 1992      | ф   | Американское сердце                                           | American Heart              | Ник Келсон / Nick Kelson                |
| 1993      | ф   | Наш собственный дом                                           | A Home of Our Own           | Шэйн Лэйси / Shayne Lacey               |
| 1994      | ф   | Сканирование мозга                                            | Brainscan                   | Майкл Брауэр / Michael Brower           |
| 1994      | ф   | Маленькая Одесса                                              | Little Odessa               | Рубен Шапира / Reuben Shapira           |
| 1995      | ф   | Луговая арфа                                                  | The Grass Harp              | Коллин Фенвик / Collin Fenwick          |
| 1996      | кор | Терминатор 2 3-D: Битва сквозь время (стереофильм-аттракцион) | T2 3-D: Battle Across Time  | Джон Коннор / John Connor               |
| 1996      | ф   | До и после                                                    | Before and After            | Джейкоб Райан / Jacob Ryan              |
| 1998      | ф   | Фотограф                                                      | Pecker                      | Пекер / Pecker                          |
| 1998      | ф   | Американская история Икс                                      | American History X          | Дэнни Виньярд / Danny Vinyard           |
| 1999      | ф   | Детройт — город рока                                          | Detroit Rock City           | Хоук / Hawk                             |
| 2000      | ф   | Зверофабрика                                                  | Animal Factory              | Рон Деккер / Ron Decker                 |
| 2001      | ф   | Рыцари крестового похода                                      | The Knights of the Quest    | Симон де Кларендон / Simon di Clarendon |
| 2003      | ф   | Три слепые мышки                                              | 3 Blind Mice                | Томас Кросс / Thomas Cross              |
| 2005      | ф   | На дне Венеции                                                | Venice Underground          | Гари / Gary                             |
| 2005      | ф   | Между мирами                                                  | Intermedio                  | Малик / Malik                           |
| 2005      | ф   | Ворон: молитва грешника                                       | The Crow: Wicked Prayer     | Джимми Куэрво/Ворон / Jimmy Cuervo      |
| 2005      | ф   | Жестокий мир                                                  | Cruel World                 | Филип Маркэм / Philip Markham           |
| 2006      | ф   | Славные парни                                                 | High Hopes (Nice Guys)      | Тай / Tye                               |
| 2006      | ф   | Джимми и Джуди                                                | Jimmy and Judy              | Джимми Райт / Jimmy Wright              |
| 2006      | в   | Посещение                                                     | The Visitation              | Брэндон Никольс / Brandon Nichols       |
| 2006      | ф   | Братство тьмы                                                 | Canes                       | Дэвид Гудмэн / David Goodman            |
| 2006      | ф   | Воины Терры                                                   | Warriors of Terra           | Крис / Chris                            |
| 2006—2010 | с   | C.S.I.: Место преступления Нью-Йорк                           | CSI: NY                     | Шэйн Кейси / Shane Casey                |
| 2007      | ф   | Жизнь и смерть                                                | Living & Dying              | Сэм / Сэм                               |
| 2008      | ф   | Прирождённый убийца                                           | Dark Reel                   | Адам Вальц / Adam Waltz                 |
| 2009      | ф   | Стоик: Выжить любой ценой                                     | Stoic                       | Гарри Катиш / Harry Katish              |
| 2009      | ф   | Ночь демонов                                                  | Night of the Demons         | Колин Леви / Colin Levy                 |
| 2009      | ф   | Дарфур                                                        | Darfur                      | Адриан Арчер / Adrian Archer            |
| 2010      | ф   | Королевский престол                                           | Kingshighway                | Dino Scarfino                           |
| 2010      | ф   | Гробовщик                                                     | The Mortician               | Петровский / Petrovsky                  |
| 2011      | ф   | Это не кино                                                   | This Is Not a Movie         | Пит Нельсон / Pete Nelson               |
| 2011      | ф   | Зелёный Шершень                                               | The Green Hornet            | Таппер, наркодилер / Tupper             |
| 2011      | ф   | Ниже нуля                                                     | Below Zero                  | Джек/Фрэнк / Jack the Hack / Frank      |
| 2011      | ф   | Текила                                                        | Tequila                     | Smith                                   |
| 2012      | с   | Восприятие                                                    | Perception                  | Пит / Pete                              |
| 2013      | ф   | Нападение на Уолл-Стрит                                       | Bailout: The Age of Greed   | Шон / Sean                              |
| 2015      | ф   | Идеальные каникулы                                            | A Perfect Vacation (Awaken) | Berto                                   |
| 2017      | ф   | Воссоединение                                                 | The Reunion                 | Скип                                    |
| 2019      | ф   | Терминатор: Тёмные судьбы                                     | Terminator: Dark Fate       | Джон Коннор                             |
| 2023      | ф   | Лесные холмы                                                  | The Forest Hills            | Билли / Billy                           |

## Награды и номинации
| Премия           | Год  | Фильм                        | Категория                                    | Результат |
| ---------------- | ---- | ---------------------------- | -------------------------------------------- | --------- |
| Сатурн           | 1992 | Терминатор 2: Судный день    | Лучший молодой актёр или актриса             | Победа    |
| Сатурн           | 1993 | Кладбище домашних животных 2 | Лучший молодой актёр или актриса             | Номинация |
| MTV Movie Awards | 1992 | Терминатор 2: Судный день    | Лучший прорыв года                           | Победа    |
| Независимый дух  | 1994 | Американское сердце          | Лучшая мужская роль второго плана            | Номинация |
| ACCA             | 1998 | Американская история Икс     | Лучший актёр второго плана                   | Номинация |
| Молодой актёр    | 1994 | Наш собственный дом          | Лучший молодой актёр в драме                 | Победа    |
| Молодой актёр    | 1994 | Наш собственный дом          | Выдающийся ансамбль молодых актёров в фильме | Номинация |
| Молодой актёр    | 1999 | Американская история Икс     | Лучший молодой актёр за роль второго плана   | Номинация |

## АльбомHold On Tight
Альбом был записан в 1992 году, наибольшую популярность получил в Японии, где, собственно, и был сделан релиз диска.
Список композиций
| №  | Название                                     | Длительность |
| -- | -------------------------------------------- | ------------ |
| 1. | «Right For Me»                               | 3:56         |
| 2. | «I Don’t Know What I’d Do»                   | 4:45         |
| 3. | «Give Your Heart To Me»                      | 3:38         |
| 4. | «When The Sun Goes Down»                     | 4:37         |
| 5. | «I’ll Be Waiting»                            | 4:37         |
| 6. | «Hold On Tight»                              | 3:43         |
| 7. | «People Are Strange» (кавер песни The Doors) | 3:43         |
| 8. | «It’s Christmas Time»                        | 3:35         |